# Żuławy Cedyńskie
Żuławy Cedyńskie (niem. Zehdener Bruch) – obniżenie terenu powstałe w wyniku przesunięcia koryta rzeki Odry podczas prac regulacyjnych w połowie XIX wieku i osuszenia dolinnego rozlewiska tej rzeki. Stanowią część Cedyńskiego Parku Krajobrazowego.

## Położenie
Żuławy Cedyńskie są położone w zachodniej części Pojezierza Myśliborskiego, pomiędzy wzniesieniami Karpat Cedyńskich i rzeką Odrą, na zachód od miasta Cedynia. Tworzą trójkąt o powierzchni 25 km², od Bielinka na północy do Osinowa Dolnego na południu.

## Historia
W 1820 rozpoczęto prace związane z regulacją głównego koryta rzeki Odry, plany tego przedsięwzięcia powstały w połowie XVIII wieku pod kierunkiem samego króla pruskiego Fryderyka II Wielkiego, prace rozpoczęto od osuszenia bagien nadodrzańskich i melioracji tych terenów. Powstały rozległe poldery umożliwiające uprawy rolnicze, a bieg rzeki został wyprostowany i przez to skrócony. Koryto rzeki zostało wówczas przesunięte o 2–3 km na zachód, co stworzyło obszar depresyjny w stosunku do poziomu Odry, charakteryzujący się żyzną glebą. Do 1858 przeprowadzono osuszenie bagien, budowę rowów melioracyjnych, przepompowni i budowli hydrologicznych. Bieg Odry został przesunięty o 3 km od Cedyni, co spowodowało upadek rybołówstwa. W 1945 wycofujące się wojska niemieckie zniszczyły urządzenia melioracyjne, przez co wody Odry zalały teren Żuław. Kolejny raz tereny te zostały zatopione podczas likwidacji skutków wielkiej powodzi w marcu 1947, w następnych latach gruntownie naprawiono wszystkie urządzenia i ponownie osuszono teren przeznaczając go pod uprawy i łąki.